# Georgi Kănev
Georgi Kanev (en bulgare : Георги Станчев Кънев), né le 6 mai 1934, à Kazanlak, en Bulgarie, est un ancien joueur bulgare de basket-ball.

## Palmarès
- Finaliste du championnat d'Europe 1957